# Hartwig von Grögling-Dollnstein
Hartwig von Grögling-Dollnstein (mort début mars 1223) est prince-évêque d'Eichstätt de 1196 à sa mort.

## Biographie
Hartwig est issu de la famille des graves de Grögling-Dollnstein (de). Hartwig est le fils du grave Gerhard Ier, un fils du Vogt Hartwig III, et le neveu du précédent évêque Gebhard von Grögling. Sa mère est Sophie von Sulzbach, avec laquelle le comté de Sulzbach (de) revient à la maison de Hirschberg (de).
Hartwig von Grögling-Dollnstein est mentionné pour la première fois en 1194 comme prévôt de la cathédrale d'Eichstätt. Dans la querelle autour du trône, il est également impliqué dans l'élection et le couronnement de Philippe de Souabe. Après l'assassinat de l'évêque de Wurtzbourg Konrad von Querfurt, Hartwig est provisoirement chancelier. Ce n'est qu'après la mort de Phillips de Souabe qu'il se retrouve dans la suite d'Otton IV, mais se bat ensuite dans le camp de Frédéric II. Avec d'autres princes et en compagnie de deux chanoines d'Eichstätt, il prend part à la cinquième croisade infructueuse. Au cours de son épiscopat, les premières colonies de l'Ordre Teutonique dans la région tombent. Hartwig est enterré dans la chapelle Saints-Nicolas-et-Thomas construite par lui à l'abbaye de Rebdorf (de).